# Airspeed AS.1 Tern
Airspeed AS.1 Tern – brytyjski szybowiec z lat 30. XX wieku, pierwszy projekt lotniczy zrealizowany w nowo powstałym Airspeed. Tern (dosł. rybitwa) był bardzo nowoczesną i udaną konstrukcją, przewyższającą inne współczesne mu brytyjskie szybowce. Zbudowano tylko dwa egzemplarze.

## Historia
Główni założyciele Airspeed, która to firma powstała 13 marca 1931, Nevile Shute Norway i Alfred Hessell Tiltman rozpoczęli projektowanie ich pierwszego samolotu jeszcze przed oficjalnym założeniem przedsiębiorstwa, niemniej po jego oficjalnym założeniu nie posiadali wystarczającej ilości kapitału aby kontynuować prace nad konstrukcją samolotu i zdecydowano aby pierwszym projektem firmy został szybowiec. Szybownictwo zyskiwało wówczas w Wielkiej Brytanii dużą popularność i na spotkaniu rady dyrektorów postanowiono zaprojektować szybowiec przynajmniej dorównujący ówczesnym niemieckim konstrukcjom. Uważano, że na szybko rozwijającym się rynku brytyjskim będzie można sprzedać przynajmniej 40 szybowców rocznie w cenie ustalonej na około 110-125 funtów.
Zaprojektowany szybowiec był bardzo nowoczesny i był znacznie lepszy od innych, współczesnych mu brytyjskich konstrukcji.
Pierwsze testy przeprowadzono na lotnisku w Sherburn-in-Elmet na początku sierpnia 1931, za sterami holowanego przez samochód szybowca zasiadał Nevile Norway. Następne, wolne loty odbyły się w okolicach Thirska, Ravenscar i Ingleby Greenhow, szybowiec był pilotowany przez niemieckiego instruktora i szefa klubu szybowcowego Scarborough Gliding Club Carliego Magersuppe. 24 sierpnia Magersuppe ustanowił ówczesny brytyjski rekord długości lotu, przelatując w linii prostej 8,3 mile w czasie 33 minut (łącznie w czasie wznoszenia szybowiec pokonał około 16 mil). W późniejszym czasie na rybitwie ustalono jeszcze brytyjski rekord pułapu – 800 stóp.
Pomimo ambitnych zamiarów, łącznie zbudowano tylko trzy szybowce. Pierwszy z nich został zakupiony przez London Gliding Club (pierwsza rejestracja lotnicza BGA0190), po zakończeniu wojny został odkupiony w 1947 – „w bardzo małych częściach” – przez prywatnego właściciela który przebudował go zmieniając kadłub i dodając wznios do skrzydeł. Drugi szybowiec, początkowo używany przez Southdown Club, został najpierw odsprzedany do klubu szybowcowego z Lulsgate Bottom w Bristolu, a później został przekazany grupie szybowcowej RAF-u.
Tern był reklamowany jako „najłatwiejszy szybowiec do złożenia i rozłożenia który został kiedykolwiek wyprodukowany”.  Części na trzeci szybowiec były oferowana na sprzedaż za 248 funtów, dalsze losy tego niezbudowanego szybowca nie są znane.
Pod względem stricte biznesowym szybowiec nie okazał się sukcesem finansowym i firma ostatecznie poniosła straty z powodu jego produkcji, ale pomógł w promocji samej firmy promując jej nazwę i zachęcając inwestorów do dalszych inwestycji.

## Opis konstrukcji
Airspeed AS.1 Tern był szybowcem o konstrukcji drewnianej, krytej płótnem i sklejką. Do konstrukcji kadłub użyto świerku, jako poszycia użyto trzy-warstwowej sklejki lotniczej i płótna.
Szybowiec miał proste, dwu-dźwigarowe, wolnonośne skrzydła bez wzniosu o lekko zbieżnych krawędziach. Krawędź natarcia skrzydła była pokryta sklejką, ale sama sklejka służyła jedynie do nadania kształtu i nie miała żadnej funkcji konstrukcyjnej (nie przenosiła żadnych naprężeń). Skrzydła składały się z trzech części – 5-stopowa (1,5 m) część była na stałe przymocowana do kadłuba, dwie zewnętrzne części były przymocowane przy pomocy dwóch sworzni każda. Szybowiec mógł być złożony lub rozłożony przez trzy osoby w około dziesięć minut.
Kadłub miał zmienny przekrój, przypominający spłaszczony sześciokąt, zwężający się ku dołowi. Boczne i dolne części kadłuba były kryte sklejką, górna część kadłuba była pokryta płótnem. Szybowiec miał bardzo duży, szeroki i głęboki kokpit zapewniający duży komfort dla pilota.
Szybowiec liczył 7,45 metrów długości, a jego rozpiętość skrzydeł wynosiła 15,2 metry. Powierzchnia nośna wynosiła 18,7 metrów kwadratowych, obciążenie powierzchni skrzydeł wynosiło do 9,8 kilogramów na metr kwadratowy. Wydłużenie płata wynosiło 12,44. Masa własna szybowca wynosiła około 100 kilogramów, a maksymalna masa startowa wynosiła do 181 kilogramów. Szybowiec mógł być holowany z maksymalną prędkością wynoszącą 112 kilometrów na godzinę, jego prędkość przelotowa wynosiła około 55-65 km/h, a prędkość minimalna około 40 km/h. Doskonałość aerodynamiczna wynosiła około 20.